# Playa de Usgo
La playa de Usgo se encuentra situada en la capital municipal Miengo (Cantabria), ubicada en el municipio del mismo nombre en España. Tiene una longitud de 300 metros con una anchura media de 50 metros. Es una playa encajada entre acantilados con un atractivo entorno que presenta un bajo nivel equipamiento (no dispone de acceso para personas con discapacidad).

## Turismo
Dispone de un aparcamiento que además de ser insuficiente para la afluencia de público en verano no goza de unas buenas condiciones. Tiene equipos de vigilancia los fines de semana. En verano la limpieza de la playa se realiza con bastante frecuencia. El acceso a la playa es el siguiente: A-67, salida 11; CA-232 desde el cruce 0,8 kilómetros. 

## Contaminación

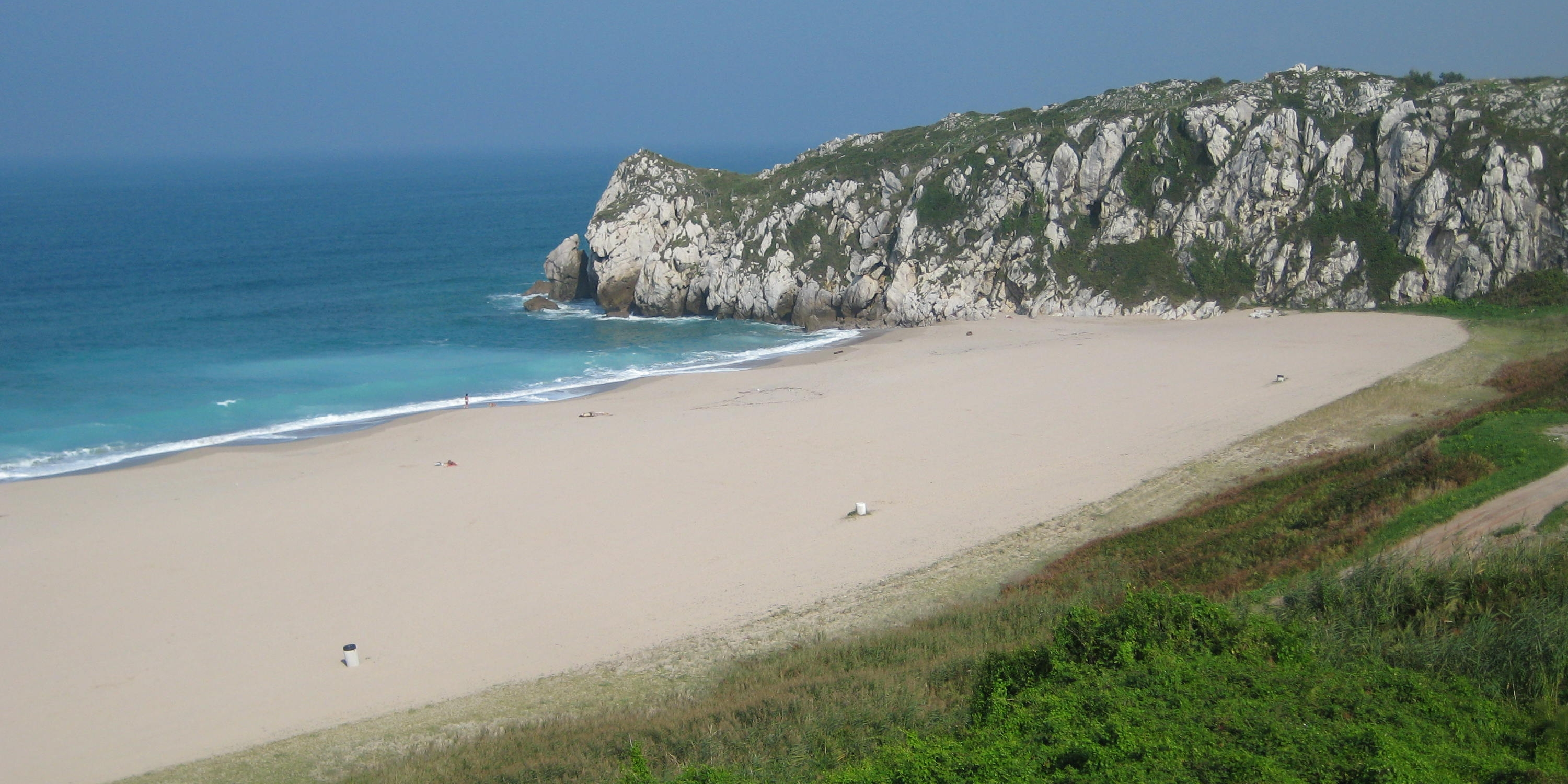
Playa de Usgo.

Usgo también es el enclave en el que la empresa Solvay de Torrelavega, expulsa a través de un conducto toneladas de cloruro cálcico. Llevan emitiendo estos vertidos más de 30 años por lo que aproximadamente son más de 8 millones de toneladas de cloruro cálcico. La dinámica marina de la zona, las corrientes y el fuerte oleaje, favorece la dispersión e impide la acumulación en los fondos de dicho producto contaminante.
Según Asociación para la Defensa de los Recursos Naturales de Cantabria (ARCA), se incumple la normativa de la Unión Europea (UE) sobre residuos tóxicos y peligrosos, al arrojar productos contaminantes y bioacumulables por encima de los límites permitidos. En ningún momento se discute la presencia de metales pesados cancerígenos en Usgo, sino si sus índices son tolerables o excesivos según la normativa de la UE.
Tradicionalmente en la región, Usgo es considerada la playa más peligrosa de la zona, no solo por el fuerte oleaje y resaca sino por el peligro que supone este compaginado con los acantilados laterales de la playa, en los que, con frecuencia en verano, se han sucedido algunas víctimas mortales.